# In the Flesh: Live
Pour les articles homonymes, voir In the Flesh.
Albums de Roger Waters
Amused to Death
(1992) Flickering Flame: The Solo Years Vol. 1
(2002)
In the Flesh: Live est un album en concert de l'auteur-compositeur-interprète et musicien britannique Roger Waters. Il est sorti en 2000 sur le label Columbia Records.
La plupart des morceaux figurant sur cet album double ont été enregistrés durant le concert donné le 27 juin 2000 au Rose Garden Arena de Portland, dans l'Oregon, dans le cadre de la tournée In the Flesh (en) (1999-2002). Un DVD portant le même titre en a également été tiré.

## Fiche technique

### Chansons
Toutes les chansons sont écrites et composées par Roger Waters, sauf mention contraire.
| 1.  | In the Flesh                              |                                             | 4:41  |
| 2.  | The Happiest Days of Our Lives            |                                             | 1:34  |
| 3.  | Another Brick in the Wall, Part II        |                                             | 5:53  |
| 4.  | Mother                                    |                                             | 5:37  |
| 5.  | Get Your Filthy Hands Off My Desert       |                                             | 0:56  |
| 6.  | Southampton Dock                          |                                             | 2:15  |
| 7.  | Pigs on the Wing, Part 1                  |                                             | 5:55  |
| 8.  | Dogs                                      | David Gilmour, Roger Waters                 | 16:23 |
| 9.  | Welcome to the Machine                    |                                             | 6:54  |
| 10. | Wish You Were Here                        | David Gilmour, Roger Waters                 | 4:57  |
| 11. | Shine On You Crazy Diamond, Pts. I–VIII   | David Gilmour, Roger Waters, Richard Wright | 14:52 |
| 12. | Set the Controls for the Heart of the Sun |                                             | 7:15  |

| 1.  | Breathe (In the Air)                                                            | David Gilmour, Roger Waters, Richard Wright            | 4:41 |
| 2.  | Time                                                                            | David Gilmour, Nick Mason, Roger Water, Richard Wright | 6:24 |
| 3.  | Money                                                                           |                                                        | 6:15 |
| 4.  | The Pros and Cons of Hitch Hiking, Part 11 (AKA 5:06 AM (Every Stranger's Eyes) |                                                        | 5:19 |
| 5.  | The Bravery of Being Out of Range                                               |                                                        | 7:26 |
| 6.  | Perfect Sense, Pt. 1 & 2                                                        |                                                        | 7:17 |
| 7.  | It's a Miracle                                                                  |                                                        | 8:12 |
| 8.  | Amused to Death                                                                 |                                                        | 9:30 |
| 9.  | Brain Damage                                                                    |                                                        | 4:07 |
| 10. | Eclipse                                                                         |                                                        | 2:20 |
| 11. | Comfortably Numb                                                                | David Gilmour, Roger Waters                            | 8:08 |
| 12. | Each Small Candle                                                               |                                                        | 9:24 |

### Musiciens
- Roger Waters : chant, basse, guitare acoustique, guitare électrique, chœurs
- Doyle Bramhall II : guitares, chœurs, chant sur Dogs, Breathe (In the Air), Time, Money et Comfortably Numb
- Andy Fairweather-Low : guitare acoustique, guitare électrique, basse, chœurs
- Snowy White : guitare électrique, guitare acoustique
- Andy Wallace : claviers, orgue Hammond, chœurs
- Jon Carin : claviers, programmation, guitare slide et guitare acoustique sur Dogs et Comfortably Numb, chœurs, chant sur Dogs et Breathe (In the Air
- Katie Kissoon : chœurs, percussions, chant sur Mother et Amused to Death
- Susannah Melvoin (en) : chœurs, percussions
- P. P. Arnold : chœurs, percussions, chant sur Perfect Sense, Pt. 1 & 2
- Graham Broad : batterie, percussions
- Norbert Stachel : saxophones

### Classements et certifications
| Classement                    | Meilleure place |
| ----------------------------- | --------------- |
| Allemagne (Media Control AG)  | 99              |
| États-Unis (Billboard 200)    | 136             |
| Italie (FIMI)                 | 61              |
| Norvège (VG-lista)            | 37              |
| Nouvelle-Zélande (RIANZ)      | 24              |
| Pays-Bas (Mega Album Top 100) | 83              |
| Portugal (AFP)                | 7               |